# 隶农
隶农（colonus）又稱科洛尼（coloni），是羅馬帝國時期耕種小块土地的佃農，3世纪以前主要指租地耕种的人，4至5世纪主要指介于自由民与奴隶之间的农业劳动者。隶农是欧洲封建農奴制的前身。 

## 历史
公元前2世纪的意大利出現了隶农，當時部分罗马公民租种他人土地。土地租期一般为5年，地租用现金支付。3世纪时，隶农開始被大庄园主強制固定在土地上。4至5世纪時，罗马帝國政府颁布法令，规定土地所有者是隶农的主人，隶农是庄园财产的一部分，隶农不能自由迁徙，不過隶农依然是自由民。